# Lonicera caprifolium
La madreselva de los jardines (Lonicera caprifolium) es una especie de planta arbustiva trepadora del género Lonicera autóctona del sur de Europa donde se cultiva en los jardines de todo el continente, aunque aparece espontánea en algunos lugares.

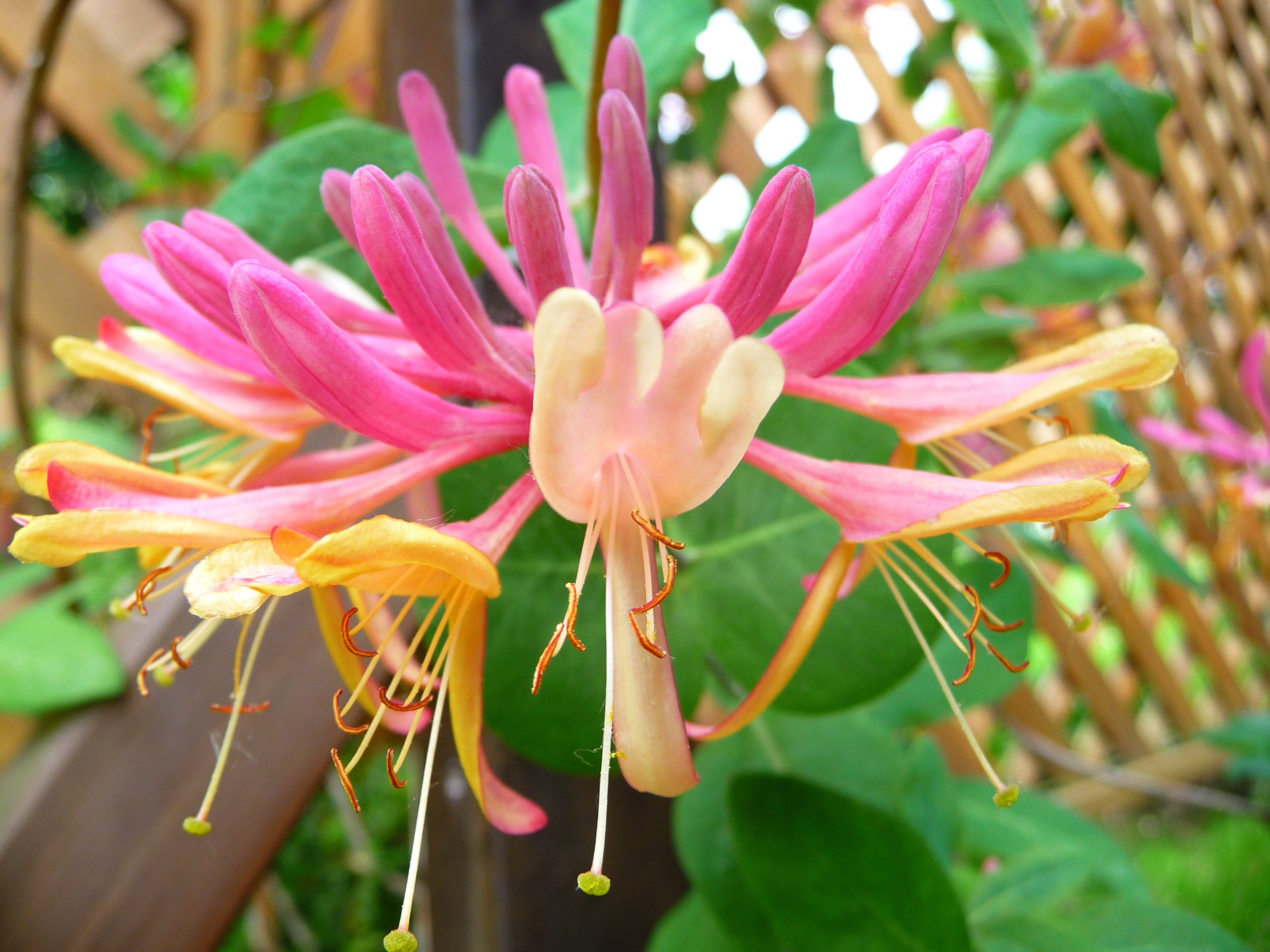
Detalle de la flor

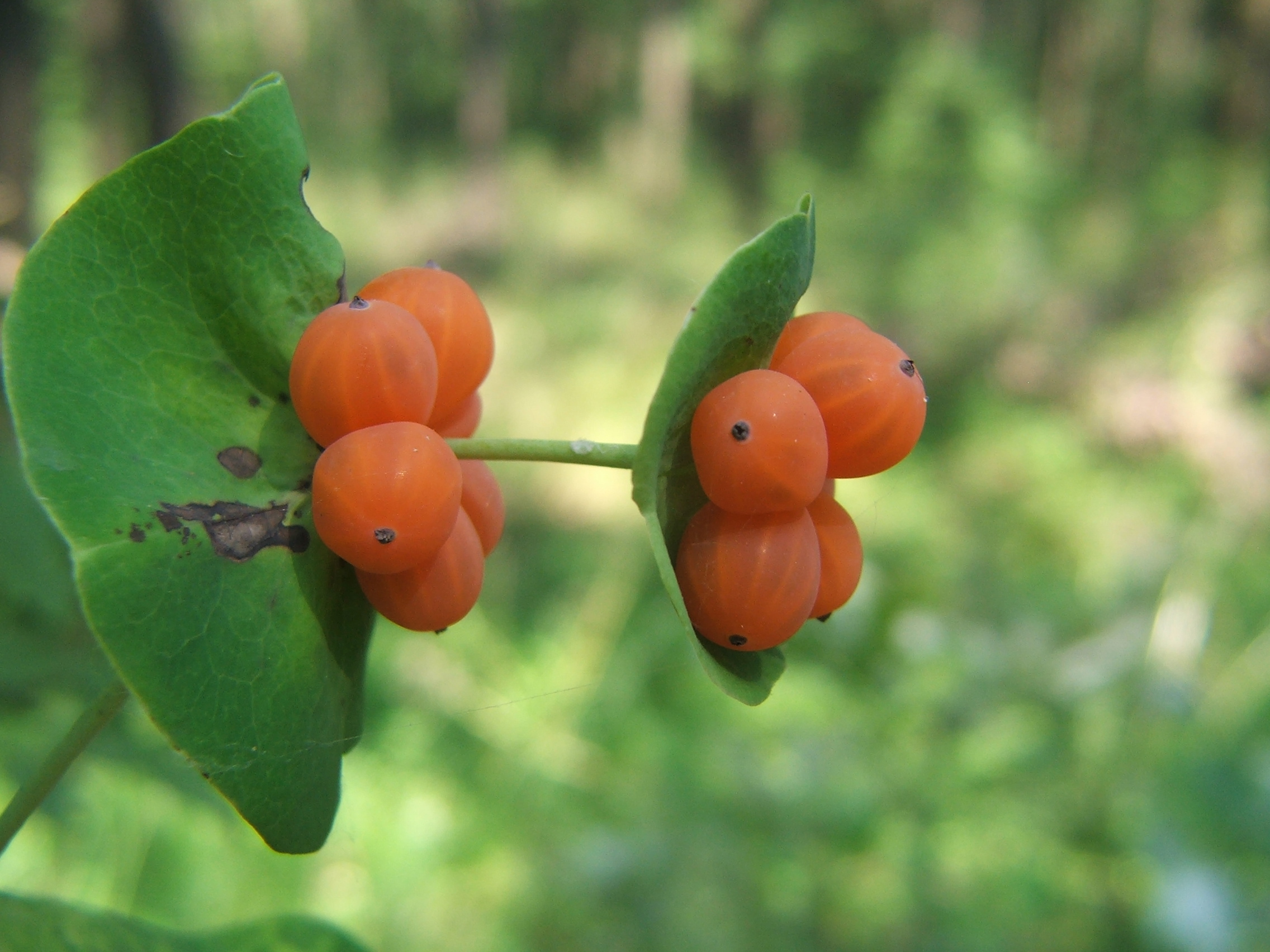
Frutos

## Características
Es un arbusto perenne que alcanza los 1-2 metros de altura con el tallo color rojizo. Las hojas opuestas, ovales, sésiles que en lo más alto del tallo se sueldan por la base formando una copa. Las flores son aromáticas de color blanco, amarillo o rosa y se agrupan en la cima. El fruto es una baya anaranjada. Es una planta mielífera.

## Propiedades
- La corteza y las hojas tienen propiedades diaforéticas, diuréticas y eméticas.
- Las bayas son tóxicas que en dosis elevadas producen vómitos y diarreas.

## Taxonomía
Lonicera caprifolium fue descrita por Carlos Linneo y publicado en Species Plantarum 1: 173. 1753.
Etimología
Lonicer: nombre genérico otorgado en honor de Adam Lonitzer (1528-1586), un médico  y botánico alemán, notable por su revisada versión de 1557 del herbario del famoso Eucharius Rösslin (1470 – 1526)
caprifolium: epíteto latino que significa "que las cabras prefieren estas hojas".
Sinonimia
- Lonicera pallida Host   [1827]
- Lonicera cariotii Gand. [1875]
- Caprifolium vulgare Medik. [1799]
- Caprifolium perfoliatum Röhl. [1796]
- Caprifolium pallidum (Host) Schur [1866]
- Caprifolium italicum Medik. [1799]
- Periclymenum perfoliatum Gray [1821]
- Periclymenum italicum Mill. [1768]
- Lonicera suavis Salisb. [1796]
- Caprifolium rotundifolium Moench [1794]
- Caprifolium hortense Lam. [1779]
- Caprifolium germanicum Delarbre[4]

## Nombre común
Caprifolio, chupamiel, madreselva, madreselva común, madreselva horadada, madreselva morisca, madreselva perfoliada, pata de cabra.